# آترهمپتون
آترهمپتون (به انگلیسی: Otterhampton) یک روستا و محله مدنی در بریتانیا است که در سژمور واقع شده‌است. آترهمپتون ۸۳۱ نفر جمعیت دارد.